# 尤里耶韋茨
57°19′N 40°06′E / 57.317°N 40.100°E
尤里耶韋茨（俄语：Ю́рьевец）是俄羅斯伊萬諾沃州的其中一個城市，位於伊萬諾沃東北168公里。2002年人口12,664人。
1225年建立，1778年建市。